# علم أمراض النبات
علم أمراض النبات أو دَرْس الوِصَامة (باللاتينية: Phytopathologia) علم يهتم بالأمراض العديدة التي تضر بالنبات. تنشأ أمراض النبات نتيجة وجود مسبب مرضي على عائل نباتي في ظروف بيئية مناسبة لانتشار المرض، مع وجود أمراض لا إحيائية نتيجة عدم توفر الظروف البيئية المناسبة للنمو مثل التغير المفاجئ في درجات الحرارة أو الرطوبة أو العطش أو زيادة المياه أو بسبب نقص العناصر المناسبة في التربة، تحدث الإصابة بالأمراض النباتية نتيجة البكتيريا أو الفيروسات، أو عن طريق الفطريات. تفتقر الفطريات إلى وجود اليخضور، وهي الصبغة الخضراء اللازمة في عملية التمثيل الضوئي، لذا تتطفل بعض الأنواع الفطرية على النباتات. وبعملها هذا، تؤدي إلى حدوث أضرار أو حتى موت النبات في حالة الأصابة الشديدة. وتكمن الخسارة عندما يكون النبات اقتصاديا كصدأ القمح أوأمراض البياض الدقيقي.
ولمساعدة النباتات على مكافحة الأمراض، يقوم المختصون في مكافحة أمراض النبات باستخدام برامج المكافحة المتكاملة للأمراض النباتية من خلال استخدام المكافحة الزراعية والبيولوجية والكيميائية للحد من تواجد أو انتشار الاصابة، وفي حالة ظهور الاصابة يقوموا بتشخيص الإصابة المرضية واستخدام طرق المكافحة المناسبة سواء زراعية أو كيماوية. ويستخدم علم أمراض النبات المواد الكيميائية (المبيدات) في مكافحة الأمراض ويحاول التحكم في ظروف نمو النباتات أو تطوير إنتاج أنواع نباتية ذات قدرة أكبر على تحمل الإصابات المرضية. مع استخدام بعض أنواع الفطريات أو البكتريا النافعة التي لديها قدرة على مكافحة الاصابات المرضية لخفض استخدام المبيدات الكيميائية.

## لمحة عامة
تُعد مكافحة الأمراض النباتية أمرًا شديد الأهمية بالنسبة لعمليات إنتاج الغذاء الفعالة، وتسبب الأمراض النباتية مشكلات كبيرة في ما يتعلق بالاستخدام الزراعي للأرض، والماء، والوقود، والمُدخلات الأخرى. تملك النباتات في كل من المجتمعات النباتية الطبيعية والزراعية مقاومة متأصلة للأمراض، ولكن هناك العديد من الأمثلة عن تأثيرات مدمرة للأمراض النباتية مثل مجاعة أيرلندا الكبرى ولفحة الكستناء، بالإضافة إلى الأمراض النباتية المتكررة التي تصيب الزراعات مثل لفحة بادرات الأرز، ونيماتودا فول الصويا الحويصلية، وتقرح الحمضيات. مع ذلك، تكون مكافحة الأمراض في معظم المحاصيل ناجحة بشكل معقول. من الممكن مكافحة الأمراض عن طريق استخدام النباتات الناتجة عن برامج التربية التي تمتلك خاصية المقاومة للعديد من الأمراض، وعن طريق أساليب الزراعة مثل تطبيق الدورة الزراعية، واستخدام البذار الخالية من الممرضات، وزراعة النباتات في مواعيد مناسبة وبكثافة ملائمة، ومكافحة رطوبة الحقل، واستخدام المبيدات. تُشير التقديرات التي تناولت مناطق واسعة والعديد من أنواع المحاصيل إلى أن الخسائر التي تسببها الأمراض النباتية تصل عادة إلى 10% كل عام في الزراعات المتطورة، ولكن قد تصل الخسارات إلى 20% في الزراعات الأقل تطورًا. هناك حاجة للتقدم المستمر في علم أمراض النبات لتحسين مكافحة الأمراض ومواكبة تغيرات الضغوط الإمراضية التي تنتج عن تطور المسببات المرضية وحركتها المستمرين وتغير الممارسات الزراعية. تسبب الأمراض النباتية خسارات اقتصادية كبيرة للمزارعين حول العالم. تقدر منظمة الأغذية والزراعة أن الآفات والممرضات مسؤولة بشكل فعلي عما يقارب 25% من خسارات المحاصيل. هناك حاجة إلى الكشف المبكر عن الآفات والأمراض من أجل حل تلك المشكلة، ويمكن ذلك عن طريق استخدام مستشعرات حديثة تكشف عن الروائح الصادرة عن النباتات، ومستشعرات الضوء، والكشف عن الفوتونات الحيوية التي تستطيع تشخيص حالة النبات الصحية واستقلابه.

## مسببات الأمراض النباتية

### الفطريات
تنتمي معظم الفطريات الممرضة إلى الفطريات الزقية والفطريات الدعامية (الدعاميات). تتكاثر الفطريات جنسيًا ولاجنسيًا عن طريق إنتاج الأبواغ والتراكيب الأخرى. يمكن أن تنتشر الأبواغ إلى مسافات بعيدة عبر الهواء أو الماء، وقد تُحمل في التربة. يستطيع العديد من الفطريات ساكنة التربة العيش مترممة، وقضاء جزء من دورة حياتها في التربة. يُقال إنها رمية اختيارية. يمكن أن تُكافح الفطريات النباتية من خلال استخدام المبيدات الفطرية والممارسات الزراعية الأخرى. مع ذلك، تنشأ عادة سلالات جديدة من الفطريات تمتلك مقاومة للعديد من المبيدات الفطرية. تستعمر الفطريات الممرضة إجبارية التطفل الأنسجة النباتية وتحصل على المغذيات من خلايا المضيف الحي. تصيب الفطريات الممرضة اختيارية التطفل المضيف وتقتل أنسجته وتستخرج المغذيات من خلاياه الميتة. من الفطريات المسببة للأمراض النباتية المهمة:
- الفطريات الزقية
- أنواع جنس الفيوزاريوم Fusarium (المسببة لأمراض الذبول الوعائي الفيوزاريومي)
- أنواع جنس ثيلافيوبسيس Thielaviopsis (المسببة لأمراض التقرح وتعفن الجذور الأسود)
- جنس فيرتيسيليوم Verticillium
- الفطر المسبب للفحة بادرات الأرز Magnoporthe grisea
- الفطر المسبب للعفن الأبيض أو القطني Sclerotinia sclerotiorum

## أنظر لأيضاً
- فطريات الجذور الخارجية